# Nyilas Ferenc
Nyilas Ferenc, Nyilas Ferenc József (Hejőpapi, Borsod vármegye, 1886. március 16. – Cleveland, Amerikai Egyesült Államok, 1967. december 25.) magyar jogász, főjegyző, országgyűlési képviselő.

## Élete
1886-ban született Hejőpapin, mint régi kisbirtokos nemesi család leszármazottja, Nyilas Károly földbirtokos és Visolyi Ilka fiaként, református vallásban. Felmenőinek nemesi levele II. Lipót uralkodási idejéből származik. Középiskoláit a miskolci református gimnáziumban végezte, majd a budapesti Pázmány Péter Tudományegyetemen tanult tovább, végül ott avatták államtudományi doktorrá.
1910-ben Borsod vármegye közigazgatási szolgálatába lépett; előbb alacsonyabb beosztásokat töltött be, majd 1913-ban szolgabíróvá választották, 1917-ben pedig tiszteletbeli főszolgabírói kinevezést kapott. 1938-tól a vármegyéjének főjegyzői posztját töltötte be.
Mint kisbirtokos család tagja, aki a hivatali állása alapján is közvetlen kapcsolatot tartott fent a vidék népével, azok közé a szakemberek közé tartozott, akik alaposan ismerték a magyar falut, annak problémájával egyetemben. Különösen mezőgazdasági és vadászati kérdésekkel foglalkozott, e területeken több egyesületnek is tagja volt; a Miskolcvidéki Vadásztársulatban elnöki tisztséget is betöltött. Tagja volt továbbá – virilis jogon – a megye és Miskolc város törvényhatósági bizottságának, a városi református presbitériumnak és a Kálvin Szövetség helyi szervezetének.
1939-ben az országos közéletbe is bekapcsolódott, amikor is az az évi általános országgyűlési választáson az ónodi választókerületben képviselőnek jelöltette magát, a Magyar Élet Pártja programjával. A választás szoros küzdelmet hozott közte és egy kisgazda ellenjelölt, a később kisgazdapárti elnökké is megválasztott Pártay Tivadar, ekkoriban arnóti tanító és újságíró között, de végül a kerület szavazói, 56 szavazatnyi különbséggel őt juttatták be a képviselőházba.
A második világháború után, 1950-ben külföldre távozott, emigrációban élt haláláig.